# كوكو لاو
کوکو لاو (بالإنجليزية: Kuku Lau)‏ ربة السراب البولينيزية. تغوي المسافرين بحرا بأن تربهم في الأفق دیارا لا وجود لها.